# Ch'orti' (volk)

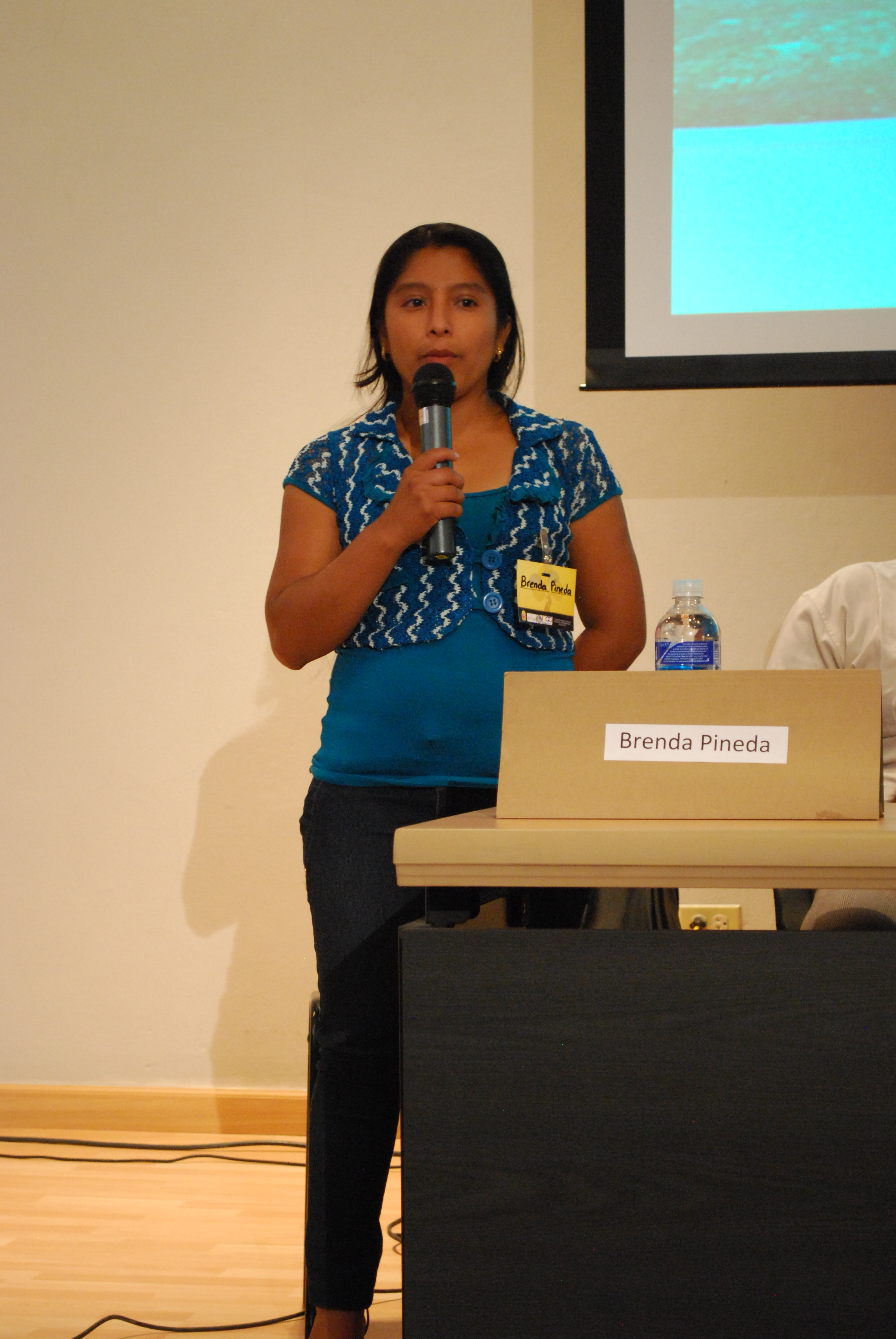
een vertegenwoordigster van de Chorti

De Ch'orti' of Chorti zijn een Mayavolk woonachtig in Guatemala en Honduras. Er zijn ongeveer 55.000 Ch'orti in Guatemala en 5.000 in Honduras.
De Ch'orti' zijn taalkundig verwant aan de Ch'ol en Chontal van Mexico maar hebben cultureel meer gemeen met de hen omringende Poqomam en Poqomchi'.
Achi · Acateken · Aguacateken · Chuj · Garifuna · Ch'orti' · Itza · Ixil · Jacalteken · K'iche' · Kaqchikel · Lacandón · Mam · Mopan · Poqomam · Poqomchi' · Q'anjob'al · Q'eqchi' · Sacapulteken · Sipakapense · Tectiteken · Tz'utujil · Uspanteken · Xinka
Ch'orti' · Garifuna · Jicaque · Lenca's · Miskito · Pech · Sumo